# Wulfila spatulatus
Wulfila spatulatus är en spindelart som beskrevs av F. O. Pickard-Cambridge 1900. Wulfila spatulatus ingår i släktet Wulfila och familjen spökspindlar.
Artens utbredningsområde är Guatemala. Inga underarter finns listade i Catalogue of Life.